# 히타치GE 뉴클리어 에너지
히타치 GE 버노바 뉴클리어 에너지(일본어: 日立GEベルノバニュークリアエナジー株式会社, Hitachi-GE Vernova Nuclear Energy, Ltd.)는 원자로 플랜트의 건설 및 원자력 서비스를 제공하는 기업이다. 2007년에 미국의 GE (제너럴 일렉트릭)와 일본 히타치 제작소의 합작제휴에 의해 설립 된 GE히타치 뉴 클리어 에너지 의 일본 법인이다. ABWR (개량형 비등 수형 경수)는 일본 점유율을 1위를 가지고 있으며, 미쓰비시, 도시바 와 나란히 국내 3개사의 원자로 플랜트 업체의 하나 인. 최근에 후쿠시마 원전 사고 이후 도 원자력 발전을 강력하게 추진하고있다.

## 역사
- 1952년 - 히타치의 원자력 기술 개발이 시작.
- 1955년 - 히타치 제작소 (구 히타치 공장)에 「원자력 계」설치된다.
- 1957년 - 히타치가 「원자력 개발부 '를 설립한다.
- 1961년 - 히타치 자사의 연구로가 준공된다.
- 1966년 - 세계 최초로 BWR 초호기이다 후쿠시마 제1원자력 발전소(일본어: 福島第一原子力発電所) 건설계약 체결
- 1967년 - 히타치와 GE (제너럴 일렉트릭)가 BWR (비등수형 원자로) 기술 라이센스 계약을 체결한다.
- 1971년 - 최초에 상업운전을 개시 한 후쿠시마 제1원자력 발전소(일본어: 福島第一原子力発電所) 1호기가 운전을 개시한다.
- 1974년 - 순수 기술로 BWR 초호기인 시마네 원자력 발전소(일본어: 島根原子力発電所)1호기가 완공하였다.
- 1976년 - 후쿠시마 제2원자력 발전소(일본어: 福島第二原子力発電所) 건설계약 체결
- 1979년 - 후쿠시마 제1원자력 발전소(일본어: 福島第一原子力発電所) 6호기가 운전을 개시한다. (특히, 6호기는 Mark-1 원자로가 안전성 문제로 인해 Mark-2 원자로를 사용을 하며 안전성 높였기 때문에 건설하게 하였다.)
- 1984년 - BWR (비등 수형 경수로)초호기 인 도쿄전력의 가시와자키 가리와 원자력 발전소(일본어: 柏崎刈羽原子力発電所) 5호기 건설계약 체결
- 1989년 - BWR (비등 수형 경수로)초호기 인 도쿄전력의 가시와자키 가리와 원자력 발전소(일본어: 柏崎刈羽原子力発電所) 4호기 건설계약 체결
- 1992년 - ABWR (개량형 비등 수형 경수로)초호기 인 도쿄전력의 가시와자키 가리와 원자력 발전소(일본어: 柏崎刈羽原子力発電所) 6, 7호기 건설계약 체결 (GE, 히타치제작소, 도시바 3사 원자로 공동 개발)
- 1996년 - ABWR (개량형 비등 수형 경수로)초호기 인 도쿄전력의 가시와자키 가리와 원자력 발전소(일본어: 柏崎刈羽原子力発電所) 7 호기가 운전을 개시한다.
- 1997년 - 히타치와 GE가 제휴한다.
- 2005년 - 대한민국의 한국수력원자력에 고리원자력발전소(일본어: 古里原子力発電所) 1~4호기 터빈 발전기를 납품
- 2006년 - ABWR 초호기인 호쿠리쿠 전력의 시카 원자력 발전소(일본어: 志賀原子力発電所) 2 호기가 완공하였다.
- 2007년 - GE 히타치 뉴클리어 에너지가 미국, 캐나다에서 설립된다.
- 2007년 - 일본법인 히타치 GE 뉴클리어 에너지가 설립된다.
- 2024년 - 대주주 제너럴 일렉트릭이 해체를 하면서, 신규주주인 GE버노바를 하였다.
- 2025년 - 신규 사명을 히타치 GE 버노바 뉴클리어 에너지으로 변경되었다.

## 같이 보기
- 도쿄전력홀딩스
- 도호쿠 전력
- 주고쿠 전력
- 주부전력
- 호쿠리쿠 전력
- 규슈 전력
- 한국수력원자력